# Alpinia napoensis
Alpinia napoensis är en enhjärtbladig växtart som beskrevs av H.Dong och G.J.Xu. Alpinia napoensis ingår i släktet Alpinia och familjen Zingiberaceae. Inga underarter finns listade i Catalogue of Life.